# Nguyễn Thúy Cải
Nguyễn Thúy Cải (sinh ngày 20 tháng 8 năm 1953) là một nữ nghệ sĩ quan họ Bắc Ninh. Bà là một trong những người đặt viên gạch đầu tiên xây dựng Đoàn Dân ca Quan họ Bắc Ninh.
Hiện bà đang là Nghệ sĩ Nhân dân, nguyên Đại biểu Quốc hội khóa IX, nguyên Trưởng đoàn Dân ca Quan họ Bắc Ninh.

## Tiểu sử và sự nghiệp
Nguyễn Thúy Cải sinh tại xã Phật Tích, huyện Tiên Sơn, Hà Bắc (nay là xã Phật Tích, huyện Tiên Du, tỉnh Bắc Ninh).
Tháng 1 năm 1969, đoàn Dân ca Quan họ được thành lập. Ngày 20 tháng 5 năm 1969, lúc này bà mới 16 tuổi, được tuyển vào đội Quan họ, trực thuộc đoàn nghệ thuật Hà Bắc, Thúy Cải là một trong những thành viên đầu tiên đoàn.
Năm 1988, Thúy Cải được nhà nước phong tặng danh hiệu Nghệ sĩ Ưu tú
Năm 1992, bà được bầu làm Đại biểu Quốc hội khóa IX (1992-1997).
Bà làm Trưởng đoàn Dân ca Quan họ từ năm 1996 đến năm 2008 thì nghỉ hưu. Sau khi nghỉ hưu, bà vẫn hay đi biểu diễn với mức độ không thường xuyên.
Năm 2015, bà được phong tặng danh hiệu Nghệ sĩ Nhân dân.